# Gabal Awad Jack
Gabal Awad Jack (?) egyiptomi származású műsorvezető, énekes, táncos, rendezvényszervező.

## Életútja

### Gyermekkora, a szülői háttér
Édesanyja Kuti Rozália, édesapja Awad Abd El Sabour Abou Gabal, egyiptomi származású. Egy kisebb testvére van, Ahmed Awad Abd El Sabour. Szülei mindketten hallássérültek, Magyarországon ismerkedtek meg egy nemzetközi hallássérült konferencián. Kisgyerekként hamarabb tanulta meg a jelbeszédet, mint az anyanyelvi beszédet. Beszélni a magyar nagyszülők tanították meg. Innen ered szociális érzékenysége. Sárkeresztúron teltek gyermekévei, majd Székesfehérvárra költöztek. Az általános iskolai tanulmányokat már itt végezte, rövidebb megszakításokkal, mivel a család többször ingázott Egyiptom és Magyarország között. Gyerekként eléggé kreatív volt, sokszor diszkót rendezett, és táncot is oktatott már az általános iskolában. Édesapja Budapesten dolgozott, ezért a család felköltözött. Bár kettős állampolgár, mindig Magyarországot tartja otthonának.

### Karrierje
2004-ben Budapestre költözött. A jelbeszéd kapcsán már ebben az évben megszerezte az alapfokú, majd rögtön ezután a középfokú kommunikációs jelnyelvi oklevelét. Mosodában és csaposként is dolgozott a Verne étteremben, tehát ismeri a vendégek igényeit rendezvényeken. Az éneklés és a tánc mindig központi szerepet játszott az életében. Eleinte vendégként jelent meg karaoke esteken, ezeken hamar felfigyeltek a tehetségére. Több versenyen is indult, ahol nagyon jó helyezéseket ért el. Itt kezdett komolyabban foglalkozni műsorvezetéssel.
Nagyon hamar jött az elismerés. 2005-ben a Verne étteremben rendeztek Pest megyei karaoke műsorvezető versenyt, ahol első helyezettként végzett. A verseny díja egy hivatásos műsorvezetői tanfolyam volt, amely szakvizsgával zárulhatott az Országos Szórakoztatózenei Központban. Ezt követően már elsősorban műsorvezetőként tevékenykedett, bár mellette az éneklést folytatta. Innen ered a JackHivatalos elnevezés. Táncosként, énekesként és műsorvezetőként volt jelen. Rengeteg hírességgel lépett színpadra és szervezett velük különböző rendezvényeket.
2005-ben szintén az Országos Szórakoztatózenei Központban sikeres hivatásos hiphop táncos vizsgát tett, és ebben az évben ugyanitt a disc jockey és műsorvezető szakvizsga bizonyítványt és működési engedélyét is megszerezte. Ebben az évben indította el saját tánciskoláit is. Széleskörű és kiemelkedő rendezvényeket szervezett ettől az évtől, saját tánctanítványaival és barátaival.
A műsorban tánc, ének, karaoke, bohócműsor és különböző vetélkedő kapott szerepet, amiben Jack főszerepe az összeállítás és a műsorvezetés volt. Rendezvényszervező szakon nem végzett, de az ország neves szervezői is hozzá fordulnak, ha egy kis kapcsolat vagy segítség kell nekik. Járnak sokszor gyermekkórházakba is. Nem véletlenül támogatják sokan őt és csapatát. Alapszabálya, hogy pénzt soha nem fogad el és nem is ad. Csupán élményt közvetít. Ezzel a jelmondattal kiemelt szponzorokat szerzett, akik elismerik munkásságát. Rengeteg matrica, kislabda, apró játék talál náluk gazdára. Televíziót nem néz. Ha unatkozik, inkább elindul bohócként egy sztárbarátjával, és adakozik.
Éveken keresztül járt, és a mai napig járják az országot, időközben képezte magát és csapattársait, nemcsak gyakorlatban, hanem elméletben is. Szereti kézben tartani a dolgokat és pörögni, többször fodrászként és bohócként is megjelenik több budapesti gyermekotthonban, kórházban.
Egyik kiemelkedő tevékenysége a vörös-iszap katasztrófában szenvedett gyerekek táboroztatása volt. Abban a korszakban a gyerekek nem tudtak otthonukban lakni, ezért felhozatta őket Budapestre egy teljes hétre. Addig folytak a munkálatok a veszélyes térségben, ahová a gyerekeknek vissza kellett menni. A programban nagy szenzáció volt, hogy L.L. Juniorral látogatták meg a parlamentet. Jack elvitte őket színházba, 3D moziba, lézer arénába, karaoke buliba és rengeteg elfoglaltság volt nekik,hogy egy kicsit elfeledjék mi is történt az otthonukkal. Több csillagos szállodában szálltak meg és több hírességgel is találkozhattak a Devecseri és Kolontári gyerekek. Csatlakoztak megmozdulásához éttermek és alapítványok is.
Jó program koordinátor, hiszen csapatot tart össze és ösztönzi őket. Tánc tanítványaiból és otthonokból szedi össze saját csapatát. Hamar észreveszi a tehetséges gyermeket. Ezáltal profi szintűlátvány és gyermek műsort készít, aminek a helyszíneit biztosítja és a műsorvezetését is megoldja.Grafikai szóróanyagokat is ő szerkeszti és be is szerzi, amihez fotós portfóliót is készít, ha kell. Sokan jelezték és támogatták, hogy induljon az első külföldről behozott tehetségkutatóban. Így is tett.
2010-ben elindult az első magyarországi X-Faktor versenyen, itt a táborba bejutott. Jelentős volt a médiavisszhang, a versenyen való szereplés után az RTL Klub és Cool TV több műsorában is vendégeskedett, a későbbiekben nem indult más tehetségkutató műsorban. Azt vallja, hogy nem az ő világa. Ettől függetlenül az éneklés területén is egyre több sikert ér el, és az óta is folyamatosak a fellépései és a médiában való szereplése. Az RTL Klub folyamatosan figyelemmel kíséri.
2012-ben kiemelkedő rendezvénye, a saját nevével jelzett koncert. Több mint százan tevékenykedtek benne. A műsorvezető, Barabás Éva az RTL Klub – Fókusz c. műsorából volt. Illetve eljött Kozsó is. A Jack Segélykoncert teljes bevételét a Heim Pál gyermekkórházaknak ajánlotta fel. A médiában való szereplés még több támogatót hozott számára. Szereti minden területen kipróbálni magát.
Egy másik kiemelkedő tette a kedvenc helyén a Párizsi Disneylandben volt. Szeretné, ha sok szegény gyerek látná ezt a birodalmat, hiszen ott a csodák tényleg valóra válnak. Sikerült neki az egyik kedvenc helyéről (Hűvösvölgyi gyermekotthon) szervezni több gyereket, akiket elvihetett Párizsba a saját születésnapján. Tortáját Mickey egér és barátai hozták ki a gyerekeknek, mintha az ő születésnapjuk lenne. A mai napig visszajárnak hozzá azok a fiatal felnőtt gyerekek segítőnek, akik akkor átélhették vele ezt az egy hetet. Csapata hasonló hálás személyekkel bővül folyamatosan.

## Versenyek, díjak, helyezések
2005 Verne étterem Pest Megyei Karaoke Műsorvezetői Verseny Holtversenyes Győztese
2006 Karaoke Mikrofonpróba Koncert Turné az országban
2007 Jarvis ORSZÁGOS BAJNOK Divattánc Bajnokság "Hip-Hop Szóló" kategóriában I. hely
2009 Magyar Táncszövetség Kvalifikációs Európa-bajnokság „Electric Szóló” kategóriában II. hely
2010 Világbajnokság II. helyezett a I.D.F. Word Electric Championship verseny
2010 Magyar Táncszövetség Európa-bajnokság „Electric Szóló” kategóriában testvérével I. hely

## Kitüntetések
Friss: 2020-ban Dijat kapott, hiszen a Covid 19 terjedése alatt a legtöbbet adományozó volt a gyermekotthonokban. 
A rendezvényeket többek között a Magyar Vöröskereszthez és a Magyar Máltai Szeretetszolgálathoz tartozó gyermekek részére szervezi. De szívesen elmegy olyan szegényebb falvakba is ahol ritka a jó rendezvény. Már több mint 15 éve a Heim Pál – Madarász utcai gyermekkórház gyermeknapját is Jack szervezi teljes egészében. A bohócoktól, fellépőktől a légvárig és a vattacukrosig. Olykor sztárvendégekkel lepi meg a kórházakat. Pl: T.Danny, Kkevin, Gáspár Laci, Manuel is volt vele ajandekot osztani. Sokan tisztelik és értékelik munkáját. Ezért 2023-ban Jószolgálati Nagykövet címmel ismerte el a kórház a 15 éves önzetlen munkásságát. Emellett Budapest valamennyi gyermekotthonával kapcsolatban áll, ennek köszönhetően Jack munkáját 2014-től a Fővárosi Gyermekvédelmi és Módszertani Szakszolgálat (TEGYESZ) is, a Jótékonysági Nagykövet címmel ismerte el, így Magyarország egyetlen karitatív rendezvény szervezőjévé vált. A több száz éves gyermekvédelemben nem volt tapasztalható, hogy Nagykövetet választottak. Az első képen a TEGYESZ igazgatója, a másikon a Heim Pál Gyermekkórházak igazgatója adja át a kitüntetést. A harmadik képen pedig a Jack Hivatalos 10 éves csapatának főbb tagjai láthatók.
A Magyar Vöröskereszt ugyanebben az évben – mindezidáig egyedüliként – a Jack Hivatalos részére engedélyezte a Vöröskereszt logó használatát, ezzel is segítve munkájukat. Jack a mai napig járja az országot, hol térítésmentes rendezvényeket, hol pedig meghívott vendégként fizetett műsort szervez. Közben tánciskolájában és különböző szakmáiban tevékenykedik.
2017-ben a Semmelweis Gyermekklinika Szeretet Nagykövete lett. 2018-ban megkapta a Máltai Szeretetszolgálat év önkéntese díjait.
Felsorolás:
- Heim Pál – Madarász utcai gyermekkórház Jószolgálati Nagykövet
- Fővárosi Gyermekvédelmi és Módszertani Szakszolgálat (TEGYESZ) Jótékonysági Nagykövet
- Semmelweis Gyermekklinika Szeretet Nagykövet
- Máltai Szeretetszolgálat év önkéntese
- Oroszlános Lovagi Rend Kereszt kitüntetése
- 2020 A gyermekotthonokban legtöbbet adományozó díj (A COVID-19 alatt)

## Jártasságok
- Bohóc, vendéglátó és gyerek fodrász

## JackHivatalos.hu
A 15 év jószolgálati tevékenység alkalmából, megalakult a JackHivatalos csapata. Észrevették,hogy rengeteg cég és magánember szeretne kapni ebből a program csomagból, amit Jack és csapata térítésmentesen tesz. Ezért alakult meg a fizetős produkció. Hiszen ingyen nem lehet minden szülinapot és céget kiszolgálni. Nem volt már határ.
Így 2015-től megrendelheti már bárki őket térítés fejében. Természetesen kórházakba és gyermekotthonokba és börtönökbe továbbra is térítésmentesen járnak az egész országban. Így választották külön a fizetős és ingyenes partikat.
2022-től, vagyis jelenleg már magánemberként tevékenykedik különböző szakmáiban.
JackHivatalos.hu
- Napi tanár – Gabal Awad „Jack”
- A fiú, aki jelelve énekelt édesanyjának – Ő tolmácsolt a szülei válásánál
- https://www.fnc.hu/hirek/a-sztarok-cirkuszba-jarnak/item/825-gabal-awad-jack-2017-10-04-15-ora%5B%5D
- http://www.engelalap.eoldal.hu/cikkek/egyuttmukodo-partnereink/jack-karaoke/jack.html%5B%5D
- http://media-addict.hu/2013/12/04/onkenteskedes-nem-csak-sztaroknak-by-hegyi-fanni/%5B%5D
- http://hegyem.hu/budapest-utjain-robogott-a-hegyem-mikulas-tandem/
- https://web.archive.org/web/20150815124531/http://jackaraoke.hu/css/Referencia_kuldes.pdf
- https://web.archive.org/web/20150215031951/http://jackaraoke.hu/css/jack_nagykovet.pdf
- http://haromhatar.hu/index.php/hirek/helyi-hirek/4606-farsangi-delutan-a-muvelodesi-hazban-tyukodon.html
- http://www.ejsport.hu/html/HelyiTemaObuda.PDF Archiválva 2017. február 26-i dátummal a Wayback Machine-ben
- http://www.jackaraoke.extra.hu/css/jack_oneletrajz.pdf%5B%5D